# Acroporium fuscoflavum
Acroporium fuscoflavum är en bladmossart som beskrevs av Brotherus 1925. Acroporium fuscoflavum ingår i släktet Acroporium och familjen Sematophyllaceae. Inga underarter finns listade i Catalogue of Life.